# 1781 en science
| Années de la science : 1778 - 1779 - 1780 - 1781 - 1782 - 1783 - 1784    |
| Décennies de la science : 1750 - 1760 - 1770 - 1780 - 1790 - 1800 - 1810 |

Cet article présente les faits marquants de l'année 1781 en science.

## Événements
- 10 janvier et 22 août : le  minéralogiste français René Just Haüy dépose à l'Académie des Sciences deux mémoires Sur la formation des spaths calcaires et des grenats et Sur la cristallisations des spaths calcaires,  travaux fondateurs de la cristallographie[1].

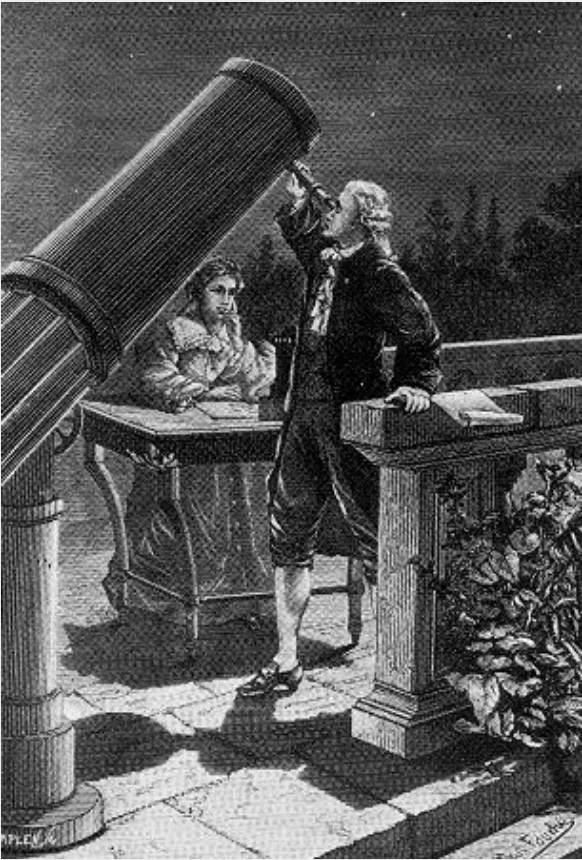
Caroline Herschel et son frère William le 13 mars 1781.

- 13 mars : découverte de la planète Uranus par William Herschel, astronome britannique[2]. Avec sa sœur Caroline, il découvre en 1783 que le Soleil et son système se déplacent dans l’espace (apex)[3] et que les groupements d’étoiles et de nébuleuses ne sont pas le résultat du hasard. Il passe pour avoir repéré 2 500 nébuleuses et 848 étoiles doubles[4].
- 21 mars : Pierre Méchain découvre la galaxie lenticulaire NGC 5195[5].
- 30 avril : Archibald Cochrane dépose un brevet pour la distillation de goudron de houille[6].

- 5 novembre : Jonathan Hornblower obtient un brevet pour une machine à vapeur à deux cylindres[7].

- Le savant britannique Joseph Priestley réalise la synthèse de l'eau par la combustion hydrogène-oxygène en utilisant un eudiomètre et une étincelle électrique[8].

- Le chimiste suédois Carl Wilhelm Scheele (1742-1786) observe le noircissement du chlorure d'argent à la lumière[9].
- Le chimiste suédois Peter Jacob Hjelm isole un échantillon de molybdène métallique impur[10] (ou 1782).

## Publications

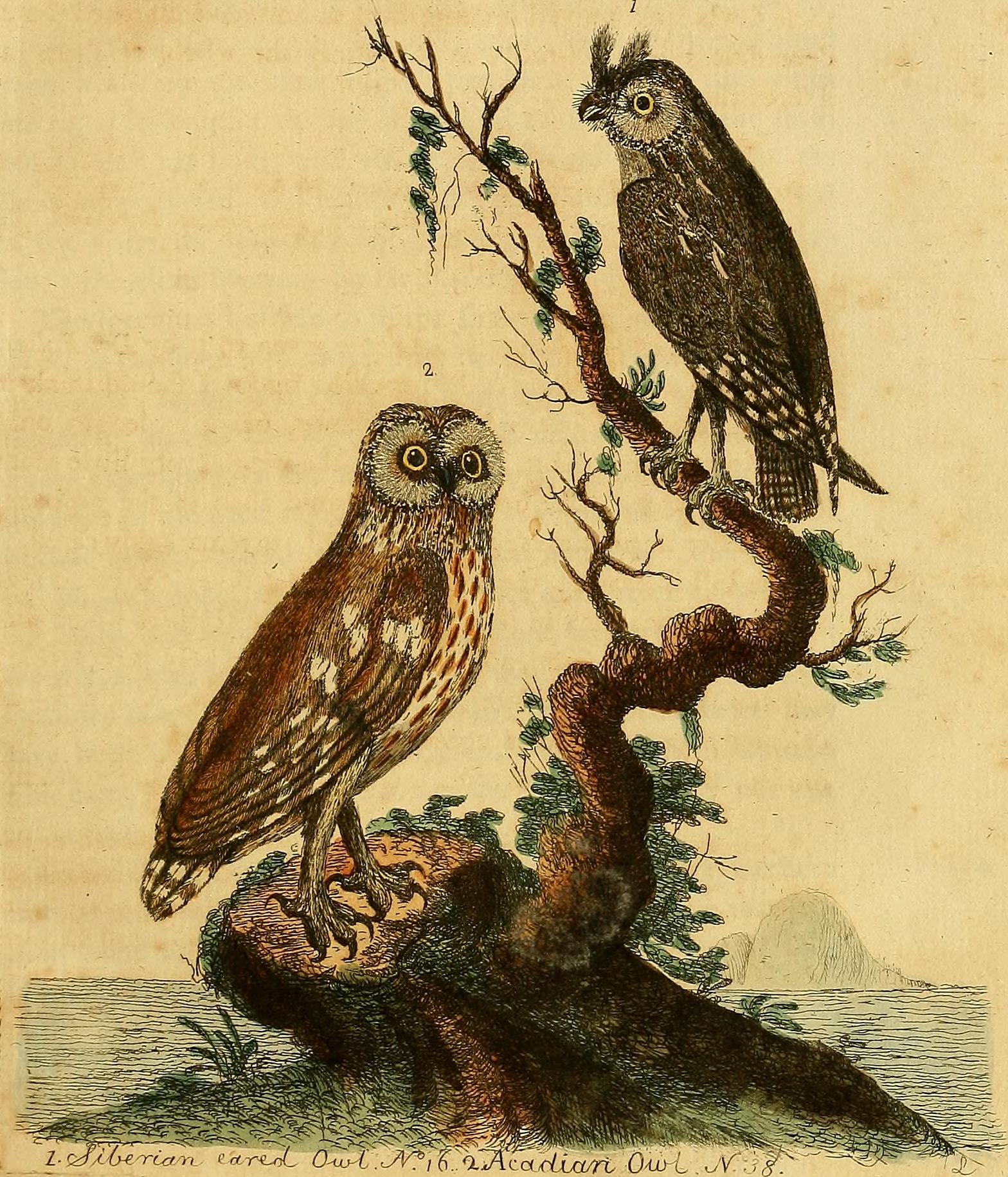
A general synopsis of birds

- Felice Fontana : Traité sur le venin de la vipère.
- John Latham : A General Synopsis of Birds (1781-1801).
- Charles Messier publie le premier catalogue de nébuleuses où 103 objets célestes sont recensés[11].
- Joseph Priestley : Experiments and Observations relating to various Branches of Natural Philosophy, Vol.2. (Experiments and Observations on Different Kinds of Air), Vol.5. Birmingham, 1781.

## Prix
- Avril : Coulomb obtient le prix de l'Académie des sciences pour sa Théorie des machines simples en ayant égard au frottement de leurs parties et à la roideur des cordages où il énonce les principes des machines simples et les lois du frottement[12].
- Médailles de la Royal Society
  - Médaille Copley : William Herschel, (1738-1822), pour la découverte d'une nouvelle et singulière étoile (l'étoile est identifiée comme étant une planète, Uranus peu de temps après).

## Naissances

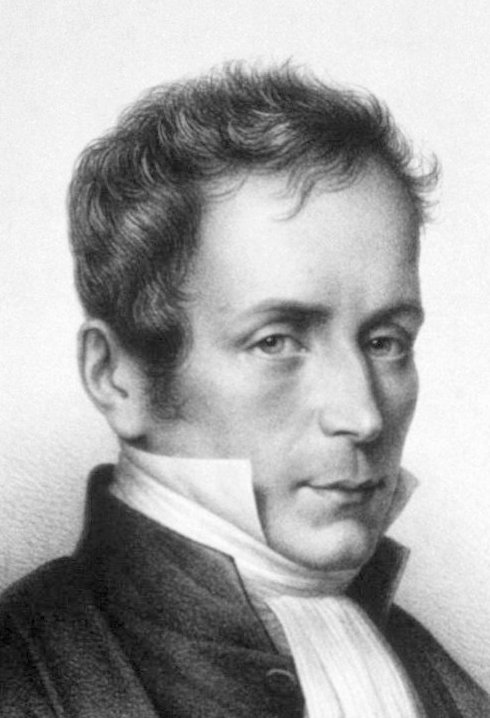
René-Théophile-Hyacinthe Laennec

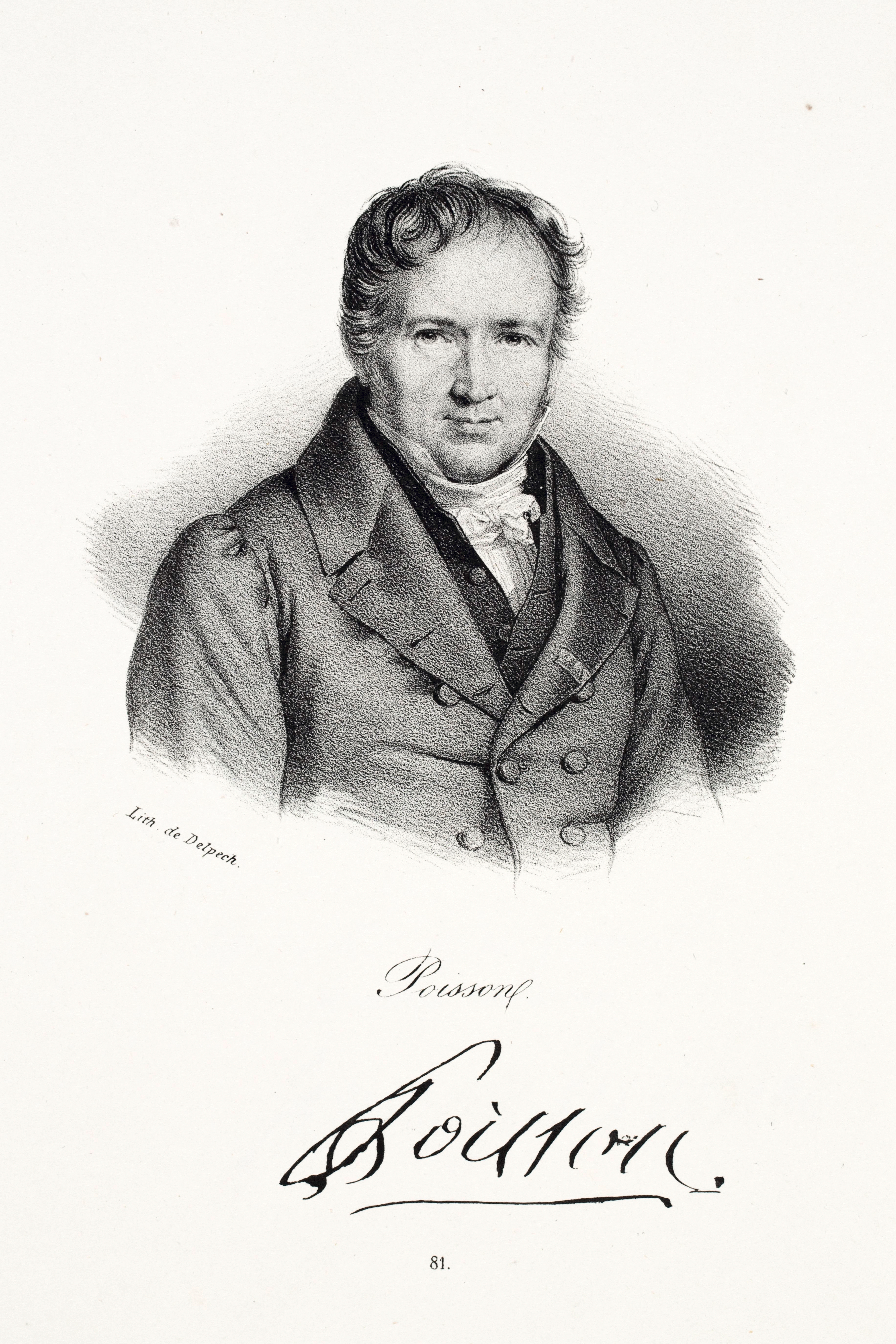
Siméon Denis Poisson

- 17 janvier : Robert Hare (mort en 1858), chimiste, professeur et inventeur américain.
- 9 février : Johann Baptist von Spix (mort en 1826), zoologiste et explorateur allemand.
- 17 février : René-Théophile-Hyacinthe Laennec (mort en 1826), médecin français.
- 4 mars : George Ord (mort en 1866), ornithologue américain[13].
- 9 mai : Alexandre Henri Gabriel de Cassini (mort en 1832), magistrat et botaniste français.
- 19 mai : John Walker (mort en 1859), chimiste anglais.
- 9 juin : George Stephenson (mort en 1848), ingénieur britannique.
- 21 juin : Siméon Denis Poisson (mort en 1840), mathématicien, géomètre et physicien français.
- 28 juin : Henry Atkinson (mort en 1829), mathématicien et astronome britannique.
- 6 juillet : Thomas Stamford Raffles (mort en 1826), militaire et naturaliste britannique.
- 23 août : Friedrich Tiedemann (mort en 1861), anatomiste et physiologiste allemand.
- 27 août : Finn Magnussen (mort en 1847), archéologue islandais.
- 19 septembre : Frédéric Pluquet (mort en 1831), chimiste et antiquaire français.
- 5 octobre : Bernard Bolzano (mort en 1848), mathématicien bohémien.
- 17 octobre : Johann Friedrich Meckel (mort en 1833), anatomiste allemand.
- 6 novembre : Giovanni Antonio Amedeo Plana (mort en 1864), astronome et mathématicien italien.
- 11 décembre : Sir David Brewster (mort en 1868), physicien, inventeur et écrivain écossais.

## Décès
- 21 janvier : William Lewis (né en 1714), chimiste et médecin anglais.
- 22 janvier : Jean-Paul-Louis Collas (né en 1735), mathématicien, astronome et missionnaire français.
- 24 mai : Guillaume Le Blond (né en 1704), mathématicien français[14].
- 7 juillet : François-César Le Tellier de Courtanvaux (né en 1718), militaire et scientifique français.
- 30 décembre : John Turberville Needham (né en 1713), biologiste anglais.